# 渡部高志
渡部 高志（わたなべ たかし、1957年（昭和32年）7月22日 - ）は、日本の男性アニメーター・アニメ演出家・監督・作画監督。北海道出身。「河口もと」「庄司硝子」という名義でクレジットされることがある。代表作は『スレイヤーズ』シリーズ。

## 来歴・人物
東海大学芸術学科在学中に海外合作アニメ制作会社トップクラフトでアニメーターとしてのキャリアをスタートさせる。1985年にスタジオジブリ結成によりトップクラフトは解散したが、ジブリには行かずスタジオぎゃろっぷを経て、フリーに。
1989年に『ミラクルジャイアンツ童夢くん』で初監督。妻でアニメーターの宮田奈保美、アニメーターの加藤洋人と1996年にフリー集団「猫南蛮亭」を結成した。1980年代以降は髭をトレードマークとしている。
代表作はテレビアニメ『スレイヤーズ』シリーズ、『灼眼のシャナ』シリーズなど。同作をはじめ、監督作にライトノベル原作作品が多いのも特徴である。
『ロスト・ユニバース』における「ヤシガニ問題」の際、監督の職にあって苦悩した様に、自らが関わった作品において製作体制に問題を抱える羽目に陥った経験が多く、その為か、1998年頃にはインターネットで自らウェブサイトを開設し、アニメ業界について問題提起を行なっていた。

## 参加作品

### テレビアニメ
1980年
- ルパン三世 (TV第2シリーズ)（1979年 - 1980年、動画）

1981年
- じゃりン子チエ（1981年 - 1983年、原画） ※渡辺高志での誤植名義あり
- うる星やつら（1981年 - 1986年、原画）※渡辺高志での誤植名義

1983年
- 夢の星のボタンノーズ（原画）
- リトルズ（ユニット監督）

1984年
- コアラボーイ コッキィ（1984年 - 1985年、原案・作画監督）※原案はノンクレジット
- 名探偵ホームズ（1984年 - 1985年、原画）
- 星銃士ビスマルク（1984年 - 1985年、作画監督・原画)

1985年
- ガミー・ベアの冒険（演出・原画）※ノンクレジット
- ハイスクール!奇面組（1985年 - 1987年、絵コンテ・演出）

1987年
- キテレツ大百科（監督・絵コンテ・演出・美術設定原案）※TVSPのみ
- 藤子不二雄のバケルくん（絵コンテ・演出・原画）※アニメパート、ノンクレジット
- アニメ三銃士（1987年 - 1988年、演出他）

1988年
- おそ松くん（第2作：1988年 - 1989年、絵コンテ・演出）

1989年
- ミラクルジャイアンツ童夢くん（1989年 - 1990年、監督・絵コンテ・演出）

1990年
- カラス天狗カブト（1990年 - 1991年、監督）※途中で降板、福田皖に変更

1993年
- カリメロ（絵コンテ・演出）

1994年
- 銀河戦国群雄伝ライ（1994年 - 1995年、絵コンテ・演出）

1995年
- スレイヤーズ（監督・絵コンテ・作画監督）※ 作画監督は河口もと名義
- 愛天使伝説ウェディングピーチ（1995年 - 1996年、絵コンテ）※ 河口もと名義
- モジャ公（1995年 - 1997年、絵コンテ）※ 河口もと名義(「川口もと」と誤植されている)

1996年
- スレイヤーズNEXT（監督・絵コンテ・演出）※ 演出は河口もと名義

1997年
- 少女革命ウテナ（演出）
- スレイヤーズTRY（監督）
- フォーチュン・クエストL（総監督）

1998年
- ロスト・ユニバース（監督）

1999年
- 宇宙海賊ミトの大冒険（監督・絵コンテ）
- 宇宙海賊ミトの大冒険2人の女王様（監督・絵コンテ）

2000年
- ブギーポップは笑わない Boogiepop Phantom（監督・絵コンテ）
- サクラ大戦TV（絵コンテ）
- 無敵王トライゼノン（2000年 - 2001年、監督・絵コンテ・演出）

2001年
- 機動天使エンジェリックレイヤー（演出）
- RAVE（2001年 - 2002年、監督・絵コンテ）

2002年
- 七人のナナ（絵コンテ・演出）

2003年
- GetBackers-奪還屋-（絵コンテ）
- 一騎当千（監督・絵コンテ）
- キノの旅（プロップデザイン・メカ作画監督）
- 真月譚 月姫（絵コンテ）

2004年
- 光と水のダフネ（絵コンテ）
- エリア88（絵コンテ）
- 恋風（絵コンテ・演出）
- テニスの王子様（絵コンテ）

2005年
- スターシップ・オペレーターズ（監督・絵コンテ）
- 灼眼のシャナ（2005年 - 2006年、監督・絵コンテ）

2007年
- GR-GIANT ROBO-（絵コンテ）
- 灼眼のシャナII -Second-（2007年 - 2008年、監督・絵コンテ）

2008年
- スレイヤーズREVOLUTION（監督・絵コンテ）

2009年
- スレイヤーズEVOLUTION-R（監督）
- 大正野球娘。（絵コンテ・OP&ED絵コンテ・OP&ED演出）

2010年
- いちばんうしろの大魔王（監督・絵コンテ・OP&ED絵コンテ・OP&ED演出）

2011年
- フリージング（監督）
- 緋弾のアリア（監督・絵コンテ）
- 夏目友人帳 参（絵コンテ）
- 灼眼のシャナIII-FINAL-（監督・絵コンテ）

2012年
- お兄ちゃんだけど愛さえあれば関係ないよねっ（絵コンテ）

2013年
- 閃乱カグラ（監督・絵コンテ）
- Fate/kaleid liner プリズマ☆イリヤ（絵コンテ）
- フリージング ヴァイブレーション（監督）
- ストライク・ザ・ブラッド（OP絵コンテ・演出）

2014年
- 風雲維新ダイ☆ショーグン（監督・絵コンテ）
- 魔弾の王と戦姫（絵コンテ・演出）
- 白銀の意思 アルジェヴォルン（OP絵コンテ）

2015年
- ケイオスドラゴン 赤竜戦役 (絵コンテ）
- ヘヴィーオブジェクト（総監督・ED原画）

2016年
- タブー・タトゥー（監督、絵コンテ）
- ステラのまほう（絵コンテ）※庄司硝子名義

2017年
- CHAOS;CHILD（絵コンテ）
- 武装少女マキャヴェリズム（絵コンテ）
- 異世界食堂（絵コンテ）
- Dies irae（絵コンテ・原画）
- ミュークルドリーミー（絵コンテ）

2018年
- デスマーチからはじまる異世界狂想曲（絵コンテ）
- Butlers〜千年百年物語〜（絵コンテ）
- 叛逆性ミリオンアーサー（絵コンテ）

2019年
- とある魔術の禁書目録III（絵コンテ）
- サークレット・プリンセス（絵コンテ）
- 八月のシンデレラナイン（絵コンテ）
- ワンパンマン（絵コンテ）
- 通常攻撃が全体攻撃で二回攻撃のお母さんは好きですか?（絵コンテ・演出）
- とある科学の一方通行（絵コンテ）
- ナカノヒトゲノム【実況中】（絵コンテ）

2020年
- ド級編隊エグゼロス（絵コンテ）
- ミュークルドリーミー（絵コンテ）

2021年
- 現実主義勇者の王国再建記（2021年 - 2022年、監督・絵コンテ・原画）
- 魔法科高校の優等生（副監督・絵コンテ・演出）
- D_CIDE TRAUMEREI THE ANIMATION（絵コンテ）
- BLUE REFLECTION RAY/澪（原画）

2022年
- 怪人開発部の黒井津さん（魔法少女変身コンテL/O・原画）
- 盾の勇者の成り上がり Season2（OP&ED絵コンテ・OP&ED演出）
- うたわれるもの 二人の白皇（絵コンテ・演出・原画）

2023年
- あやかしトライアングル（キーアニメーター・OP絵コンテ・OP演出）
- 七つの魔剣が支配する（絵コンテ）
- 僕らの雨いろプロトコル（原画）

2024年
- 望まぬ不死の冒険者（キーアニメーター・OP原画）
- 戦国妖狐 千魔混沌編（絵コンテ・演出・原画）
- 魔法使いになれなかった女の子の話（総監督・絵コンテ・演出・原画・ED絵コンテ/演出)
- 大正偽りブラヰダル〜身代わり花嫁と軍服の猛愛（監督・絵コンテ）
- 魔王2099（原画）

2025年
- プリンセッション・オーケストラ（ジール変身ディレクター）
- 俺は星間国家の悪徳領主!（絵コンテ）

### 劇場アニメ
1984年
- 風の谷のナウシカ（原画、動画）

2005年
- キノの旅 何かをするために -life goes on.-（監督）

2007年
- 劇場版 灼眼のシャナ（監督・絵コンテ・演出）

2023年
- 劇場版シティーハンター 天使の涙（エンジェルダスト）（原画）

### OVA
1987年
- TWD EXPRESS ROLLING TAKEOFF（メカニックデザイン・原画）

1989年
- イース（第5 - 7巻：1989年 - 1991年、監督）

1991年
- 銀河英雄伝説（第2期、絵コンテ）

1992年
- イース 天空の神殿〜アドル・クリスティンの冒険〜（1992年 - 1993年、監督）
- あばしり一家（監督・脚本・絵コンテ）
- 時元戦国史 黒の獅士 陣内篇（監督・演出）
- お元気クリニック（監督）

1993年
- 新造人間キャシャーン（絵コンテ・演出・原画）※原画は わたなべたかし 名義

1994年
- 銀河英雄伝説 第3期（絵コンテ）

1995年
- 美少女遊撃隊バトルスキッパー（監督）
- お天気お姉さん（演出）

1996年
- サンクチュアリ（監督）
- KEY THE METAL IDOL（絵コンテ・演出）

2003年
- 新・北斗の拳（2003年 - 2004年、監督）

2006年
- 灼眼のシャナSP「恋と温泉の校外学習!」（監督）

2009年
- 灼眼のシャナS（監督・絵コンテ）

2012年
- でんぢゃらすじーさん邪（監督・絵コンテ・演出・音響監督・OPコンテ・演出)

2020年
- ストライク・ザ・ブラッド スペシャルOVA 消えた聖槍篇（絵コンテ・演出）

### ゲーム
- スターブレイカー（1994年、アニメーション・ディレクター）
- ヒーローズファンタジア（2012年、OPアニメーション 絵コンテ, 演出）※ノンクレジット